# Liste des routes magistrales en Arménie
Cet article  répertorie les  routes magistrales d'Arménie.

## Liste
| Nom       | Nom | Réseau      | Parcours                                                                   | Longueur |
| --------- | --- | ----------- | -------------------------------------------------------------------------- | -------- |
| Մ1        | M1  | E117 · E691 | Erevan – Bavra – Frontière entre l'Arménie et la Géorgie                   | 167 km   |
| Մ2        | M2  | E117 · E002 | Erevan – Agarak – Frontière entre l'Arménie et l'Iran                      | 373 km   |
| Մ3        | M3  | E117 · E001 | Frontière avec la Turquie – Margara – Dsoramut – Frontière avec la Géorgie | 184 km   |
| Մ4        | M4  |             | Erevan – Azatamout – Frontière entre l'Arménie et l'Azerbaïdjan            | 146 km   |
| Մ5        | M5  |             | Erevan – Bagaran – Frontière entre l'Arménie et la Turquie                 | 82 km    |
| Մ6        | M6  | E001        | Vanadzor – Bagratashen – Frontière entre l'Arménie et la Géorgie           | 97 km    |
| Մ7        | M7  |             | Spitak - Gyumri – Akhurik – Frontière entre l'Arménie et la Turquie        | 57 km    |
| Մ8        | M8  | E001        | Vanadzor – Dilidjan                                                        | 37 km    |
| Մ9        | M9  |             | Talin – Karakert                                                           | 43 km    |
| Մ10       | M10 |             | Sevan – Getap                                                              | 120 km   |
| Մ11       | M11 |             | Martouni – Sotk – Frontière entre l'Arménie et l'Azerbaïdjan               | 60 km    |
| Մ12       | M12 |             | Goris – Tegh – Frontière entre l'Arménie et l'Azerbaïdjan                  | 25 km    |
| Մ13       | M13 |             | Angeghakot – Shaghat – Frontière entre l'Arménie et l'Azerbaïdjan          | 20 km    |
| Մ14       | M14 |             | Tsovagyugh – Vardenis                                                      | 96 km    |
| Մ15       | M15 |             | Abovyan – Masis                                                            | 29 km    |
| Մ16       | M16 |             | Haghtanak – Azatamout                                                      | 59 km    |
| Մ17       | M17 | E002        | Kapan – Meghri                                                             | 91 km    |
| Sources,: |     |             |                                                                            |          |